# Eden Utopie
 (décembre 2017).
Eden Utopie est un livre de l'auteur français Fabrice Humbert paru le 26 février 2015 aux éditions Gallimard .

## Contexte et analyse
Bien que référencé en tant que roman, le récit est en grande partie autobiographique, tant il s'inspire de la saga familiale de l'auteur. L'auteur refuse en effet l’appellation de fiction.  
Le roman relate le destin de la grand-mère maternelle de Fabrice Humbert et de la cousine de sa grand-mère Sarah qui choisissent toutes les deux de chemins de vie différents qui auront une influence certaine sur leur descendance. 
Eden Utopie est également le récit d'une communauté utopique protestante, la « frater » ou « fraternité » dont sont issues les deux cousines. C'est aussi l'histoire de l'évolution de cette communauté durant le mouvement social de mai 68. 

## Résumé
Au début du XXe siècle, la grand mère de Fabrice, après avoir perdu sa mère fait des mauvais choix et se marie avec un homme pauvre et violent. Après la mort précoce de son mari, elle doit abandonner les trois enfants qui sont issus de cette union. Après s'être remariée, Madeleine enchaînera les petits boulots pour subsister tant bien que mal. 
A l'inverse, sa cousine Sarah se marie avec un homme qui a une situation aisée, qui est respecté autour de lui et a un charisme certain, ce qui le mènera à être le dirigeant de la communauté utopique chrétienne nommée « fraternité ». Les deux cousines continueront à garder le contact malgré cet écart social qui grandit au fil des choix, faisant toutes deux partie intégrante de cette communauté.
La suite du récit nous mène à travers les frasques familiales et montre comment, au gré de décisions individuelles, l'écart social entre les deux familles va s'inverser subrepticement. Ainsi, la mère de Fabrice réussira à se bâtir une situation aisée au forceps. 
Les petits enfants de la cousine de Madeleine vont eux tourner le dos au passé bourgeois de leur famille et s'enraciner dans les luttes sociales des années 1970. Les cousins de Fabrice iront même jusqu'à flirter avec le groupe armé anarcho-syndicaliste action directe, devant pour deux d'entre eux-mêmes purger une peine de prison à cause de ces liens.